# Katádesmos
Aventuras mitológicas e deuses sempre fizeram parte do mundo grego, do cotidiano da Grécia Antiga, percebidos através dos rituais religiosos, onde destacamos a prática religiosa oficial que visava o bem comum, o bem da pólis, e uma outra prática também religiosa, mas que nos sugere interesses individuais. Esta prática é denominada a prática de fazer mal ao inimigo (CANDIDO, 2004, p. 18) através dos katádesmos, katádesmoi (em grego) ou defixios (em latim).

## Características

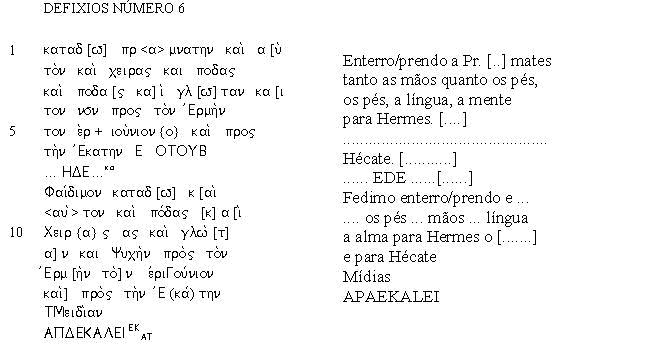
Exemplo de um katádesmos

Estes katádesmoi se caracterizam por serem finas lâminas de chumbo (metal frio e maleável) que traziam gravadas além do desejo do solicitante e dos nomes das pessoas que desejava prejudicar, os nomes de divindades ctônicas, deuses que tinham contato com o Mundo Subterrâneo – lugar dos mortos, com a terra, a vegetação. As lâminas traduzidas para o português correspondem em grande quantidade ao período clássico de Atenas, Século V a.C. e Século VI a.C. e nelas encontramos maior freqüência da presença de Hermes, sozinho e às vezes com outros deuses na mesma lâmina. Estes outros deuses são Hécate, Hades, Perséfone, Gaia, Tétis e Cérbero.
Essas lâminas eram depositadas em templos do deuses ctônios, nos poços d'água, nas fendas das casas do inimigo/adversário e nos corpos dentro dos túmulos no cemitério do Cerâmico.
As lâminas apresentam uma linguagem própria, que permite uma classificação como a que faz Cândido, a saber: imprecação contra os ofícios, “lâminas de rivalidade comercial” (2004, p. 41)e uma grande classificação como faz Ogden (2004, p. 47) com base em outros estudiosos:
1. Litígio (incluindo política)
2. Competição
3. Ofício
4. Erótica (separação e atração)
5. Orações por justiça

### Funcionamento
Pedindo permissão ao Deus selecionado, o mago podia então, usar as almas de pessoas especiais, pessoas que morreram fora do ciclo de vida determinado pelas Moiras ao ateniense: nascer, crescer, reproduzir, envelhecer e morrer. Essas almas eram as de mulheres mortas durante o parto, crianças, suicidas, pessoas assassinadas. Os guerreiros jovens mortos em batalhas não entram nesta classificação porque tiveram uma bela morte, são heróis.
Assim o inimigo ou adversário teria sua língua, sua mente, suas mãos, seus pés, seu sexo, seu corpo inteiro imobilizado, e impedido assim, de continuar uma competição, ou seu ofício, ou ainda sua oratória no tribunal.
Platão na República (364 a-e) fala sobre os magos, e alguns testemunhos romanos do Século I d.C. confirmam a funcionalidade das lâminas.

## Conclusões
Peter Jones nos mostra o ambiente do período Clássico como agitado: "O jurado de Aristófanes desesperado por uma condenação, Apolodoro ameaçado de ruína social e econômica, os tribunais como instrumento para atrapalhar os inimigos políticos – tudo isso sugere emocionantes dramas em salas de tribunais." (JONES, 1997, p. 225). A prática do katádesmos era sutilmente incentivada pelo modo como a pólis estava agindo nos tribunais no início do século IV a.C.: "A regra de prejudicar o inimigo ultrapassava a esfera jurídica e aproximava-se da violência privada, e, no início do IV século pairava o descrédito na justiça promovida pela pólis" (CANDIDO, 2004, p. 33). Podemos juntar a este descrédito na justiça que a pólis aparentava, a honra violada e a vergonha perante os amigos do indivíduo que perdia metade de seus bens para um sicofantas (CANDIDO, 2004, p. 22).

### Documentação Textual
- Defixio n° 6 (lâmina Willemsen in Kovasovics, Kerameikos, 2, 1990, n°2).

- JIMENO, Maria del Amor Lopez. Las Tabellae defixiones griegas. 1999.